# دانیل دیکسون
دانیل دیکسون (انگلیسی: Daniel Dixon؛ زادهٔ ۱۳ فوریهٔ ۱۹۹۴) بازیکن بسکتبال اهل ایالات متحده آمریکا است.
از باشگاه‌هایی که در آن بازی کرده‌است می‌توان به مین رد کلاوز اشاره کرد.